# Аль-Меррейх (Омдурман)
Спортивний клуб «Аль-Меррейх» (або просто «Аль-Меррейх» араб. نادي المريخ الرياضي) — суданський футбольний клуб з міста Омдурман, який виступає в Прем'єр-лізі Судану. Другий, за кількістю здобутих трофеїв, клуб країни.

## Історія
У 1903 році частина мешканців мікрорайону Аль-Масальме, яка навчалася у коледжі Гордона, зібралася й вирішила поширювати футбол на околиці, для чого й створила команду, яка почала самостійно тренуватися на північних майданчиках, на південь від кладовищ Бакрі. Після подавлення революції 1924 року будь-які масові зібрання були заборонені, в тому числі й футбольні матчі. У 1926 році клуб відновив діяльність, проте присутність глядачів на матчах заборонялася (виключення британці зробили для учасників Кубка генерал-губернатора та змагань аматорських команд урядових установ). Того ж року спонсором клубу став працівник Національного банку Єгипту в Хартумі Абдель-Саїд Фарах. 14 листопада 1927 року «Аль-Масальме» перейменовано в «Аль-Меррейх». З 1962 року виступав у Прем'єр-лізі Судану. У 1965 році клуб почав випускати власну газету під назвою «Аль-Меррейх». Наразі це найстаріша спортивна газета в країні. У 1970 році команда вперше виграла національний чемпіонат. У 1989 році «Аль-Меррейх» виграв Кубок Кубків КАФ, у фіналі якого за сумою двох матчів обіграв нігерійський «Бендел Юнайтед» з рахунком 1:0. У сезоні 2008 клуб з Омдурмана оформив «золотий дубль», перемігши в чемпіонаті країни та в кубку Судану. Роком раніше «Аль-Меррейх» дійшов до фіналу ще одного континентального змагання — Кубку конфедерації КАФ, де поступився туніському «Сфаксьєну» з рахунком 2:5.
У 2015 році «Аль-Меррейх» підписав південносуданського футболіста Алука Акеча, після того, як Алук зіграв за збірну Південного Судану в поєдинку кваліфікації чемпіонату світу 2018 проти Мавританії.

## Досягнення

### Національні
- Прем'єр-ліга Судану
  -  Чемпіон (17): 1971, 1972, 1974, 1977, 1982, 1985, 1990, 1993, 1997, 2000, 2001, 2002, 2008, 2011, 2013, 2015, 2018/19
  -  Срібний призер (13): 1964, 1967, 1969, 1983, 1984, 1986, 1988, 1991, 1992, 1994, 1998, 2003, 2004, 2005, 2006, 2007, 2009, 2010, 2012, 2014, 2016, 2017, 2018

- Кубок Судану
  -  Володар (15): 1991, 1993, 1994, 1996, 2001, 2005, 2006, 2007, 2008, 2010, 2012, 2013, 2014, 2015, 2018
  -  Фіналіст (7): 1992, 1997, 1998, 2002, 2004, 2009, 2011

### Міжнародні
- Кубок володарів кубків КАФ
  -  Володар (1): 1989

- Клубний кубок КЕСАФА
  -  Володар (3): 1986, 1994, 2014

- Кубок конфедерації КАФ
  -  Фіналіст (1): 2007

### Регіональні
- Хартумська ліга
  -  Чемпіон (17): 1954, 1956, 1962, 1966, 1968, 1972, 1975, 1980, 1981, 1983, 1985, 1986, 1991, 1992, 1994, 1996, 1997

## Статистика виступів на континентальних турнірах
| Сезон   | Турнір                       | Раунд         | Клуб                    | Вдома | На виїзді | Загалом       |
| ------- | ---------------------------- | ------------- | ----------------------- | ----- | --------- | ------------- |
| 1971    | Кубок африканських чемпіонів | 1             | «Теле»                  | 0-1   | 2-1       | 2-2 (в.г.)    |
| 1971    | Кубок африканських чемпіонів | 2             | «Асанте Котоко»         | 2-1   | 0-1       | 2-2 (в.г.)    |
| 1972    | Кубок африканських чемпіонів | 1             | «Аль-Аглі»              | т.п.1 | т.п.1     | т.п.1         |
| 1973    | Кубок африканських чемпіонів | 1             | «Янг Афріканс»          | 1-1   | 2-1       | 3-2           |
| 1973    | Кубок африканських чемпіонів | 2             | «Асанте Котоко»         | 1-1   | 0-3       | 1-4           |
| 1975    | Кубок африканських чемпіонів | 1             | АСДР Фатіма             | 3-0   | 2-02      | 5-0           |
| 1975    | Кубок африканських чемпіонів | 2             | АС Інтер Стар           | 4-2   | 0-0       | 4-2           |
| 1975    | Кубок африканських чемпіонів | 1/4 фіналу    | «Газль Аль-Мехалла»     | 0-0   | 1-2       | 1-2           |
| 1978    | Кубок африканських чемпіонів | 1             | «Гардвейр Старз»        | 4-0   | 1-1       | 5-1           |
| 1978    | Кубок африканських чемпіонів | 2             | «Канон Яунде»           | 2-1   | 0-2       | 2-3           |
| 1979    | Кубок африканських чемпіонів | 1             | «Кенія Брюверіз»        | т.п.3 | т.п.3     | т.п.3         |
| 1983    | Кубок африканських чемпіонів | 1             | «Аль-Аглі»              | 0-0   | 0-1       | 0-1           |
| 1984    | Кубок володарів кубків КАФ   | 1             | КМКМ                    | 1-0   | 1-0       | 2-0           |
| 1984    | Кубок володарів кубків КАФ   | 2             | «Ель-Мокаволун»         | 0-0   | 0-2       | 0-2           |
| 1985    | Кубок володарів кубків КАФ   | 1             | «АФК Леопардс»          | 2-1   | 0-2       | 2-3           |
| 1986    | Кубок володарів кубків КАФ   | Попередній    | «Тампет Мокаф»          | 1-1   | 0-1       | 1-2           |
| 1986    | Кубок африканських чемпіонів | 1             | «Есперанс»              | 2-1   | 0-1       | 2-2 (в.г.)    |
| 1987    | Кубок володарів кубків КАФ   | 1             | «Блу Бетс»              | 2-0   | 1-0       | 3-0           |
| 1987    | Кубок володарів кубків КАФ   | 2             | «Гор Магія»             | 1-1   | 0-0       | 1-1 (в.г.)    |
| 1989    | Кубок володарів кубків КАФ   | 1             | «Аль-Аглі» (Триполі)    | т.п.4 | т.п.4     | т.п.4         |
| 1989    | Кубок володарів кубків КАФ   | 2             | «Бізертен»              | 2-0   | 0-1       | 2-1           |
| 1989    | Кубок володарів кубків КАФ   | 1/4 фіналу    | «Патронаж Сен-Анн»      | 2-0   | 1-0       | 3-1           |
| 1989    | Кубок володарів кубків КАФ   | 1/2 фіналу    | «Гор Магія»             | 2-0   | 0-1       | 2-1           |
| 1989    | Кубок володарів кубків КАФ   | Фінал         | «Бендел Юнайтед»        | 1-0   | 0-0       | 1-0           |
| 1990    | Кубок володарів кубків КАФ   | 1             | «Аль-Сугуар»            | 3-0   | т.п.5     | 3-0           |
| 1990    | Кубок володарів кубків КАФ   | 2             | «Петроспорт»            | 2-0   | 0-2       | 2-2 (4-3 пен) |
| 1990    | Кубок володарів кубків КАФ   | 1/4 фіналу    | БТМ                     | 1-0   | 0-0       | 1-0           |
| 1990    | Кубок володарів кубків КАФ   | 1/2 фіналу    | Клуб Африкен            | 1-0   | 0-1       | 1-1 (3-4 пен) |
| 1991    | Кубок африканських чемпіонів | 1             | «Вілла»                 | 1-0   | 0-1       | 1-1 (7-8 пен) |
| 1992    | Кубок володарів кубків КАФ   | 1             | «Експрес»               | 1-0   | 1-1       | 2-1           |
| 1992    | Кубок володарів кубків КАФ   | 2             | «Рейлвейс»              | 3-1   | 1-2       | 4-3           |
| 1992    | Кубок володарів кубків КАФ   | 1/4 фіналу    | УСМ Лібревілль          | 3-0   | 1-2       | 4-2           |
| 1992    | Кубок володарів кубків КАФ   | 1/2 фіналу    | Вітал'О                 | 1-0   | 2-4       | 3-4           |
| 1993    | Кубок володарів кубків КАФ   | 1             | «Експрес»               | 3-0   | 0-2       | 3-2           |
| 1993    | Кубок володарів кубків КАФ   | 2             | «Кенія Брюверіз»        | 1-0   | 1-1       | 2-1           |
| 1993    | Кубок володарів кубків КАФ   | 1/4 фіналу    | «Аль-Аглі»              | 1-2   | 1-5       | 2-7           |
| 1993    | Кубок КАФ                    | 1             | «Іншуренс»              | 1-1   | 0-0       | 1-1 (в.г.)    |
| 1994    | Кубок африканських чемпіонів | 1             | «Сімба»                 | 0-1   | 0-1       | 0-2           |
| 1995    | Кубок володарів кубків КАФ   | 2             | «Машакене»              | 1-1   | 1-2       | 2-3           |
| 1997    | Кубок володарів кубків КАФ   | 1             | «Ель-Мансура»           | 0-2   | 0-1       | 0-3           |
| 1998    | Ліга чемпіонів КАФ           | 1             | «Уталії»                | 3-0   | 0-4       | 3-4           |
| 1999    | Кубок володарів кубків КАФ   | 1             | «Аль-Масрі»             | 1-0   | 0-1       | 1-1 (3-4 пен) |
| 2000    | Кубок володарів кубків КАФ   | 1             | «Мбейл Гіроуз»          | 2-1   | 2-0       | 4-1           |
| 2000    | Кубок володарів кубків КАФ   | 2             | «Сен-Лузьєн»            | 1-2   | 0-2       | 1-4           |
| 2001    | Кубок КАФ                    | 1             | «МО Константін»         | 1-1   | 0-2       | 1-3           |
| 2001    | Ліга чемпіонів КАФ           | 1             | «Пауер Дайнамос»        | 2-0   | 2-1       | 4-1           |
| 2001    | Ліга чемпіонів КАФ           | 2             | КР Белуйздад            | 2-0   | 0-3       | 2-3           |
| 2002    | Ліга чемпіонів КАФ           | 1             | «Вілла»                 | 2-1   | 2-2       | 4-3           |
| 2002    | Ліга чемпіонів КАФ           | 2             | «Аль-Аглі»              | 3-1   | 0-2       | 3-3 (в.г.)    |
| 2003    | Ліга чемпіонів КАФ           | 1             | «Канон Яунде»           | 4-0   | 0-5       | 4-5           |
| 2004    | Кубок конфедерації КАФ       | Попередній    | «Грін Баффалос»         | 1-0   | 0-2       | 1-2           |
| 2005    | Кубок конфедерації КАФ       | 1             | УСКА Фут                | 3-0   | 1-3       | 4-3           |
| 2005    | Кубок конфедерації КАФ       | 2             | «Ель-Мокаволун»         | 3-1   | 0-3       | 3-4           |
| 2006    | Кубок конфедерації КАФ       | 1             | ЮРА                     | 2-0   | 1-2       | 2-3           |
| 2006    | Кубок конфедерації КАФ       | 2             | УСФАС                   | 3-0   | 0-3       | 3-3 (3-2 пен) |
| 2006    | Кубок конфедерації КАФ       | 3             | «Сен Елуа Лупопо»       | 2-1   | 0-2       | 2-3           |
| 2007    | Кубок конфедерації КАФ       | 1             | КотонЧад                | 5-0   | 0-2       | 5-2           |
| 2007    | Кубок конфедерації КАФ       | 2             | АСО Шлеф                | 3-1   | 0-1       | 3-2           |
| 2007    | Кубок конфедерації КАФ       | 3             | «Янг Афріканс»          | 2-0   | 0-0       | 2-0           |
| 2007    | Кубок конфедерації КАФ       | Груповий етап | «Долфінс»               | 6-1   | 0-3       | 1-е місце     |
| 2007    | Кубок конфедерації КАФ       | Груповий етап | «Квара Юнайтед»         | 4-1   | 1-2       | 1-е місце     |
| 2007    | Кубок конфедерації КАФ       | Груповий етап | «Ісмайлі»               | 1-0   | 1-1       | 1-е місце     |
| 2007    | Кубок конфедерації КАФ       | Фінал         | «Сфаксьєн»              | 2-4   | 0-1       | 2-5           |
| 2008    | Кубок конфедерації КАФ       | 1             | «Район Спорт»           | 3-0   | 0-0       | 3-0           |
| 2008    | Кубок конфедерації КАФ       | 2             | «Гайландерс»            | 2-0   | 3-1       | 5-1           |
| 2008    | Кубок конфедерації КАФ       | 3             | «Олімпік Хрігба»        | 0-0   | 3-3       | 3-3 (в.г.)    |
| 2008    | Кубок конфедерації КАФ       | Груповий етап | «Етуаль дю Сахель»      | 2-0   | 1-2       | 3-є місце     |
| 2008    | Кубок конфедерації КАФ       | Груповий етап | «Асанте Котоко»         | 2-1   | 0-1       | 3-є місце     |
| 2008    | Кубок конфедерації КАФ       | Груповий етап | «Кабілія»               | 3-1   | 1-3       | 3-є місце     |
| 2009    | Ліга чемпіонів КАФ           | Попередній    | АТРАКО                  | 2-1   | 0-0       | 2-1           |
| 2009    | Ліга чемпіонів КАФ           | 1             | «Аль-Іттіхад» (Триполі) | 3-0   | 1-1       | 4-1           |
| 2009    | Ліга чемпіонів КАФ           | 2             | КСК                     | 1-0   | 1-1       | 2-1           |
| 2009    | Ліга чемпіонів КАФ           | Груповий етап | Кано Пілларс            | 1-1   | 1-3       | 4-е місце     |
| 2009    | Ліга чемпіонів КАФ           | Груповий етап | «Аль-Гіляль» (Омдурман) | 1-3   | 0-0       | 4-е місце     |
| 2009    | Ліга чемпіонів КАФ           | Груповий етап | ЗЕСКО Юнайтед           | 0-0   | 2-3       | 4-е місце     |
| 2010    | Ліга чемпіонів КАФ           | Попередній    | «Сент-Джордж»           | 3-1   | 1-1       | 4-2           |
| 2010    | Ліга чемпіонів КАФ           | 1             | «Жизель»                | 2-0   | 1-1       | 3-1           |
| 2010    | Ліга чемпіонів КАФ           | 2             | «Есперанс»              | 1-1   | 0-3       | 1-4           |
| 2010    | Кубок конфедерації КАФ       | Плей-оф       | АСФАН                   | 2-2   | 1-2       | 3-4           |
| 2011    | Ліга чемпіонів КАФ           | Попередній    | «Інтер»                 | 2-0   | 0-2       | 2-2 (2-3 пен) |
| 2012    | Ліга чемпіонів КАФ           | 1             | «Платінум»              | 3-0   | 2-2       | 5-2           |
| 2012    | Ліга чемпіонів КАФ           | 2             | «ТП Мазембе»            | 1-1   | 0-2       | 1-3           |
| 2012    | Кубок конфедерації КАФ       | Плей-оф       | «Блек Леопардс»         | 3-2   | 0-0       | 3-2           |
| 2012    | Кубок конфедерації КАФ       | Груповий етап | «Аль-Гіляль» (Омдурман) | 3-2   | 1-1       | 1-е місце     |
| 2012    | Кубок конфедерації КАФ       | Груповий етап | «Інтер» (Луанда)        | 1-0   | 0-0       | 1-е місце     |
| 2012    | Кубок конфедерації КАФ       | Груповий етап | «Аль-Аглі» (Шенді)      | 2-0   | 1-0       | 1-е місце     |
| 2012    | Кубок конфедерації КАФ       | 1/2 фіналу    | «АК Леопардс»           | 0-0   | 1-2       | 1-2           |
| 2013    | Ліга чемпіонів КАФ           | 1             | «Рекреатіву ду Ліболу»  | 1-2   | 1-2       | 2-4           |
| 2014    | Ліга чемпіонів КАФ           | Попередній    | КСК                     | 2-1   | 0-2       | 2-3           |
| 2015    | Ліга чемпіонів КАФ           | 1             | «Кабушкорп»             | 2-0   | 1-2       | 3-2           |
| 2015    | Ліга чемпіонів КАФ           | 2             | «Есперанс»              | 1-0   | 1-2       | 2-2 (в.г.)    |
| 2015    | Ліга чемпіонів КАФ           | Груповий етап | «УСМ Алжир»             | 1-0   | 0-1       | 2-е місце     |
| 2015    | Ліга чемпіонів КАФ           | Груповий етап | «ЕС Сетіф»              | 2-0   | 1-1       | 2-е місце     |
| 2015    | Ліга чемпіонів КАФ           | Груповий етап | «Ель-Юльма»             | 2-0   | 3-2       | 2-е місце     |
| 2015    | Ліга чемпіонів КАФ           | 1/2 фіналу    | «ТП Мазембе»            | 2-1   | 0-3       | 2-4           |
| 2016    | Ліга чемпіонів КАФ           | 1             | «Варрі Вулвз»           | 1-0   | 1-0       | 2-0           |
| 2016    | Ліга чемпіонів КАФ           | 2             | «ЕС Сетіф»              | 2-2   | 0-0       | 2-2 (в.г.)    |
| 2016    | Кубок конфедерації КАФ       | Плей-оф       | «Кавкаб» (Марракеш)     | 1-0   | 0-2       | 1-2           |
| 2017    | Ліга чемпіонів КАФ           | Попередній    | «Соні Ела Нгуема»       | 4-1   | 1-0       | 5-1           |
| 2017    | Ліга чемпіонів КАФ           | 1             | «Ріверс Юнайтед»        | 4-0   | 0-3       | 4-3           |
| 2017    | Ліга чемпіонів КАФ           | Груповий етап | Етуаль дю Сахель        | 1-2   | 0-36      | 3-є місце     |
| 2017    | Ліга чемпіонів КАФ           | Груповий етап | «Ферроваріу ді Бейра»   | 2-1   | 0-1       | 3-є місце     |
| 2017    | Ліга чемпіонів КАФ           | Груповий етап | «Аль-Гіляль» (Омдурман) | 2-1   | 1-1       | 3-є місце     |
| 2018    | Ліга чемпіонів КАФ           | Попередній    | «Тоуншип Роллерз»       | 2-1   | 0-3       | 2-4           |
| 2018-19 | Ліга чемпіонів КАФ           | Попередній    | «Вайперс»               | 2-1   | 0-1       | 2-2 (в.г.)    |
| 2019-20 | Ліга чемпіонів КАФ           | Попередній    | «Кабілія»               | 3-2   | 0-1       | 3-3 (в.г.)    |

1 — «Аль-Меррейх» знявся зі змагань.
2 — Гра призупинилася, коли Аль-Меррейх перемагав із рахунком 2:0 після того, як гравці АСДР Фатіма покинули поле на знак протесту проти арбітражу. АСДР Фатіма дискваліфікований з турніру.
3 — Обидві команди знялися зі змагань.
4 — «Аль-Аглі» (Триполі) знявся зі змагань.
5 — «Аль-Сугуар» знявся з турніру по завершенні першого матчу.
6-7 липня 2017 року ФІФА припинила членство Футбольної асоціації Судану, тому матчі її командам були зараховані технічні поразки з рахунком 0:3.

## Відомі гравці
- Жан-Поль Абало
- Чигозі Агбім
- Ессам Ель-Хадарі
- Алі Аль-Ноно
- Рамзі Салех

## Відомі тренери
- Горст Кеппель
- Отто Пфістер